# Non arrendersi mai
Non arrendersi mai (Melanie) è un film del 1982 diretto da Rex Bromfield.

## Trama
Melanie lascia l'Arkansas per recarsi a Los Angeles nel tentativo di riottenere la custodia di suo figlio dall'ex marito, Carl. Il suo analfabetismo è un grosso ostacolo. Incontra Rick, un musicista con il quale ha una relazione. L'avvocato di Rick le insegna a leggere e scrivere e l'aiuta nella sua lotta per la custodia.

## Distribuzione
Il film fu acquisito per la distribuzione negli Stati Uniti da Avco Embassy, in virtù di una collaborazione già consolidata con Simcom, con una data di uscita inizialmente ipotizzata per ottobre o novembre 1981. Infine, il film venne lanciato a febbraio 1982, sia in Canada che negli Stati Uniti.

## Riconoscimenti
- Genie Award alla miglior attrice per Glynnis O'Connor (1983)
- Genie Award alla miglior sceneggiatura non originale per Richard Paluck e Robert Guza Jr. (1983)
- Genie Award alla miglior canzone originale per Burton Cummings (1983)